# Eugenia Brito Astrosa
Eugenia Brito Astrosa (Santiago de Chile, 1949)[cita requerida] es una poeta, escritora, crítica literaria y ensayista chilena.

## Biografía
Desde muy pequeña se sintió atraída por la literatura y el arte desde los 7 años ya escribía cuentos, como parte de su pasatiempo.[cita requerida]
Realizó sus estudios en el Liceo de niñas Nº 1 Javiera Carrera después continuó su educación superior en la Facultad de Filosofía y Educación, donde obtuvo el título de profesora de Estado en Español, en la Universidad de Chile (1972). Luego se licenció en Literatura en la misma casa de estudios (1979) posteriormente entre 1982-1983 ingresó en el programa de Master of Arts de la Universidad de Pittsburgh y obtiene el grado de Doctorado en Literatura, en la Universidad de Chile (2008).[cita requerida]
En 1989 recibe la Beca Guggenheim para realizar una investigación estética en el campo de la literatura y las artes.[cita requerida]
En 1993 gana Premio Municipal de Literatura por su libro Emplazamientos.[cita requerida]

## Obras
Brito es autora de los libros de poesía Vía Pública (1984), Filiaciones (1986), Emplazamientos (1992), Dónde vas (1998), Extraña permanencia (2004), Oficio de vivir (2009), A contra pelo (2015), Veinte pájaros (2021) y las antologías que reúnen su obra; Cuerpos Alternos (2017) y Trama (2021). En estos textos piensa e inscribe el cuerpo y sujeto femenino, su erótica y deseo y sus conexiones con Latinoamérica, la dominación, el colonialismo, así como de los lenguajes que expresan sus estilos y estéticas.
Raquel Olea, crítica cultural e investigadora, comenta que su poesía “marca la actitud rebelde y subversiva de una poeta que escarba el lenguaje, la historia, develando las condicionantes de su subjetividad y su miseria”.
La crítica literaria Patricia Espinosa plantea sobre su proyecto poético que “no es un hecho menor escribir bajo amenaza, donde la escritura era la posibilidad de parecer culpable de insurgencia. Brito es una de nuestras pioneras en la poesía feminista, a través de toda su obra ha instalado una inflexión en clave de mujer en proceso deconstructivo, desautorizando el formato poético asignado al femenino.
Magda Sepúlveda, investigadora y crítica literaria, propone que uno de los nudos de Vía Pública (1984) consiste en “releer el discurso religioso y nacional subvirtiendo el papel menor que en él se ha propiciado a las mujeres. Esta voz poética instaura a la mujer como personaje principal, en tanto ellas se vinculan a los cuerpos y en tanto ellas deben encontrar una forma de  decir y de decirse. Son ellas quienes buscan los fragmentos arrojados en la vía pública”
Su libro Campos minados (1990), trata la producción literaria de los años 80. Aborda las voces literarias que se gestaron en medio de la dictadura cívico-militar chilena y que se oponían a ésta desde la escritura.
También fue una de las editoras del libro Escribir en los bordes (I Congreso de Literatura Femenina Latinoamericana), con Carmen Berenguer, Diamela Eltit, Nelly Richard, Raquel Olea y Eliana Ortega.
Su trabajo crítico sobre Lotty Rosenfeld, Raúl Zurita, Diamela Eltit y Juan Luis Martínez forma parte del archivo International Center for the Arts of the Americas (ICAA).
En su libro Ficciones del Muro (2014) se dedicó a analizar la novela chilena, en particular, la obra de Marta Brunet, Diamela Eltit y José Donoso.[cita requerida]
Fue una de las autoras del ensayo crítico Discurso, Género y Poder. Discursos públicos (1978-1983), publicado en 1997 con Olga Grau y Riet Delsing y Alejandra Farías, Lom, Arcis y La Morada.[cita requerida]
También escribió los ensayos sobre artes visuales: Una Milla de Cruces sobre el Pavimento (1979), escrito junto a Diamela Eltit. También sobre la obra de Lotty Rosenfeld escribió “La Economía dramática de la ciudad”, en Desacato (1986). “Un temblor en los ojos”, sobre la obra de Paz Errázuriz en la exposición “Los Nómades del Mar”, (1996) Sergio Castillo, (2005), “Ortopedias Estéticas” Tanya Maluenda ( 2004) “Divisadero o Las Apariencias de la memoria”. Patricio González,  Escritura de catálogo.  (2004).  Fallow me. La representación de la diferencia en las instalaciones de Alexis Carreño (2007). “El cuerpo performático de los años 80. Performance”. Compilación de Francisco Sanfuentes. U. de Chile. Facultad de Artes (2010). Mis lágrimas se secan solas. Barroco popular disidente en fotografías de Zaida González (2022) junto a Rolando Baéz.[cita requerida]
Eugenia Brito es considerada una voz autorizada para la comprensión y el estudio de las obras de poetas y escritoras, escritores, chilenos y latinoamericanos.
Desde una perspectiva crítica feminista, Brito, encarna un fructífero diálogo entre la creación y el minucioso análisis teórico.
Ha contribuido en la construcción de una genealogía de la poesía de mujeres que ha permitido disponer de referentes y filiaciones para las nuevas generaciones de poetas en Chile. Su libro Confiscación y silencio (1998) ha sido reeditado bajo el título Cuerpos desiguales. Antología de poesía de mujeres chilenas del siglo XX (2022). Esta antología para el crítico literario Pedro Gandolfo es considerada de “lectura obligada por su rigor, sentido crítico, solidez y belleza”.
Fue una de las organizadoras, editoras y figuras del Congreso Internacional de Literatura Femenina Latinoamericana realizado el año 1987, reconocido como un hito dentro del acontecer literario y cultural del Chile en dictadura y, como una escena clave para comprender los devenires de las escrituras feministas y de mujeres tanto en Chile como en Latinoamérica. Al respecto Raquel Olea declara “inició una relación también innovadora para el feminismo, la de construir relaciones entre prácticas sociales y prácticas culturales estableciendo posibles cruces que amplían las interrogantes acerca de los condicionamientos sociales y culturales de las mujeres en las sociedades latinoamericanas, abriendo preguntas por lo femenino”. Luz M. Astudillo escribe en el prólogo de Cuerpos Alternos que en dicho congreso Eugenia Brito “traza lo que puede identificarse como su poética: “Al escribir lo hago con todo mi cuerpo en un acto en que ninguna de mis zonas mentales está ausente. Escribo en la total comparecencia de mis sentidos. Página a página, imprimo la relación que ese cuerpo tiene con la cultura en la que estoy inserta y de la que mi cuerpo es su producto y también su interrogante”.

## Premios y distinciones
- Beca Guggenheim 1989 para realizar una investigación estética en el campo de la literatura y las artes.[cita requerida]
- Premio Municipal de Literatura por su libro Emplazamientos,1993.[cita requerida]
- Concurso Did de la Universidad de Chile por su libro Emplazamientos.1993.[cita requerida]